# Bergamt Allstedt
Das Bergamt Allstedt war ein Bergamt im Großherzogtum Sachsen-Weimar-Eisenach.

## Zuständigkeit und Personal
Das Bergamt war zuständig für den Bereich des Justizamtes Allstedt mit Oldisleben. Als Bergamtmann war 1859 der Justizamtmann Krug zu Allstedt tätig.